# Parinirvana

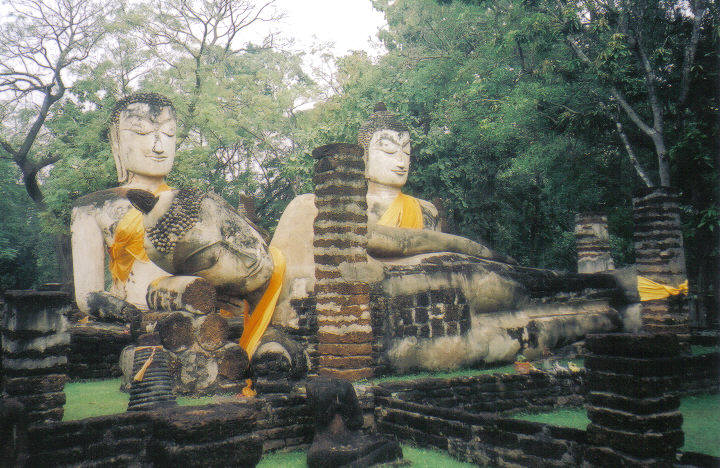
Bouddha ayant atteint le parinirvāṇa (Kamphaeng Phet, Thaïlande)

Parinirvāṇa, terme sanskrit signifiant le nirvāṇa final (pāḷi : parinibbāna; chinois : wúyú nièpán 无余涅槃; tibétain: yongs su myang 'das) désigne dans le bouddhisme la fin de l'existence physique d'une personne qui a atteint l'éveil (bodhi) et l'entrée dans le nirvāṇa complet d'un bouddha ou d'un arhat. À la dissolution des skandha, est atteint le nirvāṇa parfait, alors que le nirvāṇa, « atteint » au cours de la vie, n'empêche pas les skandha de continuer à exister jusqu'à la mort physique, « comme la roue du potier continue de tourner par suite de l'impulsion reçue ».

## La fin de l'existence
Le parinirvāṇa est aussi appelé dans le canon pali anupādisesa nibbāna, « nirvāṇa sans reste d'existence », ou bhavanirodha, fin de l'existence. C'est la victoire finale sur la souffrance (duḥkha), conformément aux quatre nobles vérités.
Il ne faudrait pas croire (tout au moins du point de vue du Theravada) qu'il s'agisse d'un « état » quelconque, encore moins d'une quelconque survie. Comme l'explique le moine théravādin Ajahn Brahmavamso :
« Que se passe-t-il après le parinibbāna ? Après la complète extinction, toute connaissance (viññāna, citta, manas) cesse, ainsi que tout ce qui peut être connu (nāmarūpa), et avec eux cessent également toutes les descriptions et tous les mots. Il n'y a rien d'autre à dire. Dire qu'il n'y a « rien » n'a même aucun sens, de crainte qu'on interprète « rien » comme « quelque chose » ou « quelqu'un ». »
Vouloir que le nirvāṇa ou le parinirvāṇa soit quelque chose de plus que la cessation est un effet de la soif (Tṛṣna) d’existence, de la fausse idée du « soi » (ātman) qui n’a pas été surmontée. Dans le Kotthita Sutta, Kotthita demande à Sāriputta s’il y a « quelque chose d’autre après la disparition sans reste des six sens ». Sāriputta répond que c’est « compliquer ce qui est sans complication », car cela revient à réintroduire les six sens (et notamment la pensée) là où ils n’ont plus leur place (puisqu’ils ont cessé et disparu).

## Parinirvāṇa du Bouddha historique

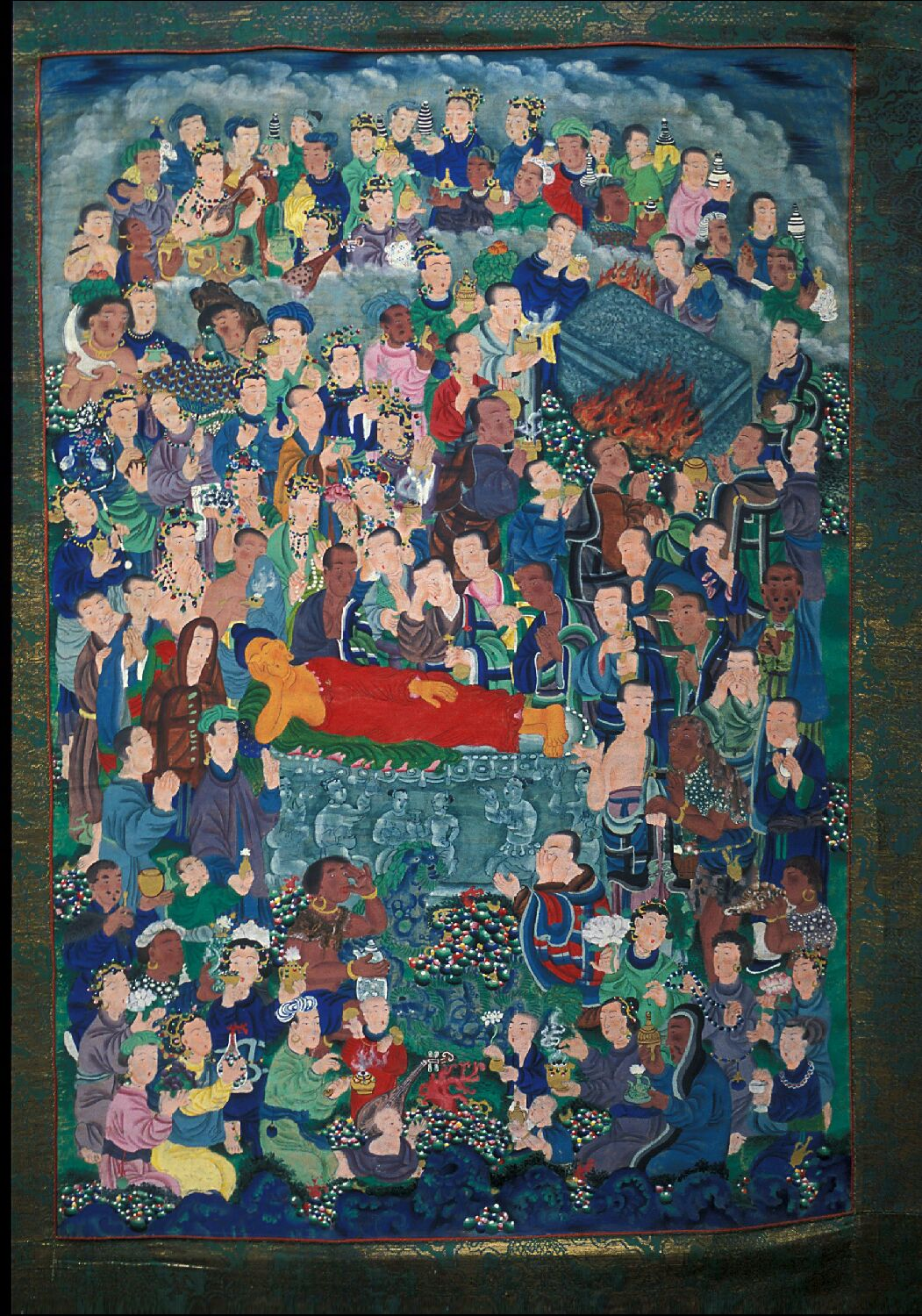
Le Parinirvana du Bouddha historique par le 10e karmapa, XVIIe siècle

Deux textes décrivent le parinirvāṇa du Bouddha historique : le Mahaparinibbana Sutta du canon pali, et le Mahāparinirvāṇa Sūtra du Mahāyāna.
Le parinirvāṇa du Bouddha Śākyamuni constitue le douzième et dernier des actes de sa vie terrestre, qui se passa selon la tradition comme suit :
À la saison des pluies, à son quatre-vingtième anniversaire, le Bouddha tomba mortellement malade. Peu de temps après, il donna son dernier sermon capital à ses disciples, « Les Trente-sept Ailes de l'Éveil ». Après avoir donné ses enseignements à l'assemblée, l'Éveillé partit en direction de Vaiśāli. Alors qu’il donnait aux moines les Trois Instructions (śīla « moralité », samādhi « concentration » et prajñā « sagesse »), la terre trembla, indiquant qu'il passerait bientôt dans le parinirvāṇa.
Le Bouddha se rendit alors à Kuśinagara et se fit construire un siège entre deux arbres sāla. Puis, le dos tourné vers le nord, il se coucha sur le côté droit. Comme il était sur le point de passer dans le nirvāṇa, il donna ses derniers préceptes à ses disciples, tels que ceux sur l'attention et les trois marques de l'existence. Ayant terminé ce qu'il avait à dire, il s'absorba dans les quatre degrés de méditation, pour culminer en l'état final et ineffable du nirvāṇa.